# Hey There, It's Yogi Bear!
Hey There, It's Yogi Bear! (br: Oi Galera, Sou o Zé Colmeia!) é a primeira longa-metragem do famoso urso produzida pela Hanna-Barbera Productions e lançado pela Columbia Pictures. É baseado no programa de televisão The Yogi Bear Show.

## Sinopse
A primavera está no ar e o amor arrebata os corações da ursa Cindy, mas quando Zé Colmeia tenta bancar o Robin Hood ('roubando dos ricos para dar aos pobres'), o Guarda Smith despacha nosso herói para o Zoológico de San Diego. Ou assim ele pensa... Cindy descola uma carona para encontrar Zé Colmeia na Califórnia e acaba cativa no circo Chizzling Bros., no Missouri! Zé Colmeia e Catatau correm ao seu resgate e, sabem como é, 'não tema, com Zé Colmeia, não há problema!'

## Elenco de Dublagem

### Nos EUA
- Daws Butler - Zé Colmeia (Yogi Bear), Guarda Tom, piloto do avião
- Don Messick - Catatau (Boo-Boo Bear), Guarda Smith, Guarda Jones, Mugger, consiência do Zé Colmeia
- Julie Bennett - Cindy
- Mel Blanc - Grifter Chizzling, urso no trem, Mugger (resmungos)
- J. Pat O'Malley - Snively
- Hal Smith - Pipoca (Corn Pone), alce
- Jean Vander Pyl - mulher do celeiro
- Allan Melvin - Sargento
- Vozes de canto:
  - Bill Lee - Zé Colmeia
  - James Darren - Zé Colmeia (cantando Ven-e, Ven-o, Ven-a)
  - Ernest Newton - Catatau
  - Jackie Ward - Cindy
  - Jonah and the Wailers - ursos no trem

### No Brasil[1]
- Olney Cazarré - Zé Colmeia
- José Soares - Catatau
- Isaura Gomes - Cindy
- Luiz Pini - Guarda Smith
- Outras vozes: Borges de Barros, Ionei Silva, Gilberto Baroli, Sílvio Navas

## DVD
A Warner Home Video lançou o filme em DVD no dia 2 de dezembro de 2008. O DVD chega com os idiomas e legendas em inglês e português, além do formato de imagem fullscreen (4 X 3) e apenas três trailers de outros lançamentos do estúdio, como os extras dessa edição.

## Ligações Externas
- Hey There, It's Yogi Bear!. no IMDb.
- Hey There, It's Yogi Bear! no AllMovie (em inglês)
- «Hey There, It's Yogi Bear!» (em inglês) no Rotten Tomatoes